# ایرج فره‌وشی
ایرج فره‌وشی (زاده ۱۳۰۴ در تهران ـ وفات ۱۳۸۱ ایالات متحده آمریکا) فیلم‌بردار اهل ایران بوده‌است.

## بازیگر
- ستارگان می‌درخشند (۱۳۳۹)

## فیلم‌بردار
- کمربند زرین (۱۳۴۹)
- دختر همسایه (۱۳۴۰)
- ستارگان می‌درخشند (۱۳۳۹)
- انگشتر جادو (۱۳۳۷)
- عروس دجله (۱۳۳۳)
- جدال با شیطان (۱۳۳۲)
- مریم (۱۳۳۲)
- ملانصرالدین (۱۳۳۲)
- میهن‌پرست (۱۳۳۲)
- حاکم یک روزه (۱۳۳۱)
- یاغی (۱۳۳۱)
- یک نگاه (۱۳۳۱)
- پریچهر (۱۳۳۰)